# Kněžičky (národní přírodní rezervace)
Kněžičky jsou národní přírodní rezervace, která vznikla v roce 2006 spojením někdejší NPR Žehuňská obora, PR Bludy a části NPR Žehuňský rybník. Větší část území tak byla chráněna již od roku 1948. Národní přírodní rezervace Kněžičky se rozkládá na ploše 89 ha v katastrálních území obcí Kněžičky, Žehuň (Středočeský kraj) a Lovčice u Nového Bydžova (Královéhradecký kraj). Území je součástí Ptačí oblasti Žehuňský rybník – Obora Kněžičky a evropsky významné lokality Natura 2000 Žehuň‑obora.

## Historie
V minulosti býval provoz parních lokomotiv na železniční trati č. 020 příčinou častých požárů na přilehlých pozemcích národní přírodní rezervace. Tato skutečnost měla paradoxně pozitivní vliv na stav chráněného území, neboť vypalování bránilo zarůstání travních porostů náletovými křovinami.

## Předmět ochrany
Důvodem ochrany jsou společenstva teplomilných doubrav, teplomilná stepní a lesostepní společenstva na slínovcovém podkladě. Rezervace je ve správě AOPK ČR – regionálního pracoviště Správa CHKO Kokořínsko – Máchův kraj.

### Flóra
Důležitou složkou Žehuňské obory je šípáková doubrava, tvořená duby pýřitými (Quercus pubescens). V lesních porostech hojně roste kamejka modronachová (Aegonychon purpurocaeruleum). Na zamokřených místech roste drobná kapradina hadilka obecná (Ophioglossum vulgatum) či violka nízká (Viola pumila) a také ledenec přímořský (Lotus maritimus).
Mezi vzácnější druhy rostlin, rostoucí v Kněžičkách, patří také hořeček nahořklý pravý (Gentianella amarella subsp. amarella), hvězdnice zlatovlásek (Aster linosyris), sasanka lesní (Anemonoides sylvestris), pcháč bělohlavý (Cirsium eriophorum), lněnka lnolistá (Thesium linophyllon) nebo hořec brvitý (Gentianopsis ciliata). Na jaře rozkvétá hlaváček jarní (Adonis vernalis), kruštík růžkatý (Epipactis muelleri), vstavač nachový (Orchis purpurea), pelyněk pontický (Artemisia pontica) či žluťucha menší (Thalictrum minus).

### Houby
Na území národní přírodní rezervace je ojediněle zaznamenán kriticky ohrožený druh houby hřib Fechtnerův (Boletus fechtneri), jehož výskyt je mykorhizně vázán na duby. Z dalších vzácnějších hub zde roste např. hřib satan (Rubroboletus satanas).

### Fauna
V části rezervace, která se nachází v oboře Kněžičky, jsou již od roku 1611 chováni mufloni a daňci. Ze vzácnějších druhů ptáků zde hnízdí např. dudek chocholatý, krutihlav obecný, ťuhýk obecný a pěnice vlašská. V lesnaté části hnízdí strakapoud prostřední, datel černý a početně lejsek bělokrký. V kmenech dubů pýřitých se vyvíjejí larvy kovaříka rezavého či roháče obecného.
Na lokalitě se vyskytují rozmanité druhy motýlů, např. okáč ovsový, perleťovec prostřední (Argynnis adippe), hnědásek černýšový (Melitaea aurelia) nebo běloskvrnáč pampeliškový (Amata phegea). Stepní druhy doplňují saranče lesní (Chorthippus vagans) a saranče menší (Stenobothrus crassipes). Poměrně hojná je zde cikáda chlumní (Cicadetta montana).

## Přístup
Jižní hranice NPR Kněžičky v délce cca 4,5 km vede prakticky souběžně s železniční tratí č. 020 z Prahy do Hradce Králové, která toto chráněné území odděluje od Žehuňského rybníka. V prostoru přírodní rezervace nevede žádná turisticky značená cesta a s jejich vyznačením se nepočítá ani v budoucnu. Chráněné území je přístupné pouze částečně po místních polních či lesních komunikacích. Určitý díl rezervace mimo oboru je součástí honitby Stará Báň, jejímž držitelem je firma Kinský dal Borgo. Nejbližší železniční stanicí je zastávka Choťovice, vzdálená od hranic rezervace pouhých několik desítek metrů.